# Mouna Béji
Mouna Béji épouse Matoussi, née le 27 juillet 1985 à Tunis, est une joueuse tunisienne de pétanque. 

## Biographie
Elle est droitière et se positionne en tireuse (avec les filles) et milieu (avec les garçons). Elle est maîtresse d'éducation physique.

## Clubs
- ? - 2018 : ?
- depuis 2018 : Canuts de Lyon (Rhône)

## Palmarès[1],[2],[3],[4]

### Jeunes
Championne de Tunisie
- Triplette cadets 2000
- Doublette juniors 2002
- Doublette espoirs 2004

### Séniors

#### Championnats du monde
Championne du monde
- Triplette 2011 (avec Monia Sahal, Nadia Ben Abdessalem et Saoussen Belaïd) :  équipe de Tunisie

Finaliste
- Triplette 2006 (avec Monia Sahal, Nadia Ben Abdessalem et Saoussen Belaïd) :  équipe de Tunisie
- Tir de précision 2013
- Tir de précision 2015
- Tête à tête 2017

Troisième
- Tir de précision 2008
- Tête à tête 2019
- Triplette 2021 (avec Asma Belli, Ahlem Sassi et Ahlem Hadji Hassen) :  équipe de Tunisie

#### Jeux mondiaux
Médaillée d'or
- Tir de précision  2025
- Doublette 2025 (avec Mohamed Khaled Bougriba)

#### Championnats d'Afrique
Championne d'Afrique
- Triplette 2019 (avec Asma Belli, Ahlem Sassi et Ahlem Hadj Hassen) :  équipe de Tunisie[5]
- Triplette 2024 (avec Asma Belli, Ameni Letaief et Ahlem Hadj Hassen) :  équipe de Tunisie[6]

Finaliste
- Tir de précision 2024

#### Jeux méditerranéens
Vainqueur
- Doublette 2009 (avec Nadia Ben Abdessalem) :  équipe de Tunisie
- Doublette 2013 (avec Nadia Ben Abdessalem) :  équipe de Tunisie
- Doublette 2018 (avec Asma Belli) :  équipe de Tunisie
- Doublette 2022 (avec Asma Belli) :  équipe de Tunisie

Finaliste
- Triplette 2005 (avec Nadia Ben Abdessalem et Monia Sahal) :  équipe de Tunisie

Troisième
- Doublette 2005 (avec Nadia Ben Abdessalem) :  équipe de Tunisie

#### Coupe d'Europe des clubs
Vainqueur
- 2019 : Canuts de Lyon (avec Christian Fazzino, Joseph Molinas, Fernand Molinas, Angy Savin, Alexandre Mallet, Gino Deylis, Jacques Dubois et Ranya Kouadri)

#### Championnats de Tunisie[Note 1]
Championne de Tunisie
- Triplette mixte 2012

Finaliste
- Tête à tête masculin 2012

Troisième
- Triplette 2007

#### Championnats de France
Championne de France
- Triplette 2021 (avec Charlotte Darodes et Ludivine d'Isidoro) : Canuts de Lyon[7]
- Triplette 2022 (avec Charlotte Darodes et Ludivine d'Isidoro) : Canuts de Lyon
- Doublette 2023 (avec Nadège Baussian-Protat) : Canuts de Lyon
- Triplette 2025 (avec Nadège Baussian-Protat et Ludivine d'Isidoro) : Rhône

Finaliste
- Doublette mixte 2018 (avec Joseph Molinas) : Canuts de Lyon

#### Coupe de France des clubs
Vainqueur
- 2019 : Canuts de Lyon

#### Passion Pétanque Française (PPF)
Vainqueur
- Triplette 2022 (avec Charlotte Darodes et Ludivine d'Isidoro)[8]